# Temporada 1919-1920 del FC Barcelona
Les dades més destacades de la temporada 1919-1920 del Futbol Club Barcelona són les següents:

## Fets destacats[2]
Amb les últimes incorporacions el Barcelona va aconseguir formar un bloc extraordinari que aquesta temporada s'adjudica els Campionats de Catalunya i d'Espanya sense perdre cap partit. A la final de la Copa venç l'Athletic Club, a Gijón, per 2-0. Dels partits amistosos que van jugar, cal destacar el 7-0 que li endós al Reial Madrid.
L'equip base el formen Zamora a la porteria, Coma i Galícia en la defensa; Torralba, Sancho i Samitier en el mig i una davantera formada per Vinyals, Gràcia, Martínez, Alcántara i Sesúmaga.
L'any 1919 el club frega els 3.000 socis i s'apropa al començament de l'anomenada "Edat d'or".
El 27 de juny de 1920 es va celebrar una important assemblea en la qual s'aproven nous estatuts, s'augmenta la quota de soci de dues a tres pessetes i es parla, per primera vegada, de la compra d'uns terrenys per fer un camp nou. Gaspar Rosés és elegit nou president en substitució de Ricard Graells.

## Plantilla[3][4]
|     |                           |           | Total | Total | Campionat de Catalunya | Campionat de Catalunya | Campionat d'Espanya | Campionat d'Espanya |
| P   | Jugador                   | País      | PT    | Gols  | PT                     | Gols                   | PT                  | Gols                |
| --- | ------------------------- | --------- | ----- | ----- | ---------------------- | ---------------------- | ------------------- | ------------------- |
| POR | Ricard Zamora             |           | 13    | -11/1 | 10                     | -7/1                   | 3                   | -4                  |
| POR | Lluís Bru                 |           | 0     |       |                        |                        |                     |                     |
| DEF | Ricard Galícia            |           | 13    |       | 10                     |                        | 3                   |                     |
| DEF | Francesc Coma             |           | 12    |       | 9                      |                        | 3                   |                     |
| DEF | Matías Borràs             |           | 1     |       | 1                      |                        |                     |                     |
| DEF | Josep Costa               |           | 0     |       |                        |                        |                     |                     |
| DEF | Eduard Reguera            |           | 0     |       |                        |                        |                     |                     |
| DEF | Jaume Amat                |           | 0     |       |                        |                        |                     |                     |
| DEF | Pere Llobet               |           | 0     |       |                        |                        |                     |                     |
| DEF | Adolf Berger              |           | 0     |       |                        |                        |                     |                     |
| MIG | Josep Samitier            |           | 13    |       | 10                     |                        | 3                   |                     |
| MIG | Ramón Torralba            |           | 12    | 2     | 9                      | 2                      | 3                   |                     |
| MIG | Agustí Sancho             |           | 12    | 3     | 9                      | 3                      | 3                   |                     |
| MIG | Eusebi Blanco             |           | 1     |       | 1                      |                        |                     |                     |
| MIG | Alcañiz                   |           | 1     |       | 1                      |                        |                     |                     |
| MIG | José Rodríguez            |           | 0     |       |                        |                        |                     |                     |
| MIG | Francesc Pinyol           |           | 0     |       |                        |                        |                     |                     |
| DAV | Francesc Vinyals          |           | 13    | 5     | 10                     | 3                      | 3                   | 2                   |
| DAV | Félix Sesúmaga            |           | 11    | 2     | 8                      | 1                      | 3                   | 1                   |
| DAV | Paulino Alcántara         |           | 12    | 18    | 9                      | 15                     | 3                   | 3                   |
| DAV | Vicenç Martínez           |           | 11    | 3     | 8                      | 2                      | 3                   | 1                   |
| DAV | Fernando Plaza            |           | 9     |       | 6                      |                        | 3                   |                     |
| DAV | José Landazábal "Lakatos" |           | 5     | 1     | 5                      | 1                      |                     |                     |
| DAV | Josep Julià               |           | 4     |       | 4                      |                        |                     |                     |
| DAV | Armand Martínez Sagi      |           | 0     |       |                        |                        |                     |                     |
| DAV | Juan Garchitorena         | Filipines | 0     |       |                        |                        |                     |                     |

## Classificació
| Competició             | Pos. | P  | PG | PE | PP | GF | GC | Campió       |
| ---------------------- | ---- | -- | -- | -- | -- | -- | -- | ------------ |
| Campionat de Catalunya | 1r   | 10 | 9  | 1  | 0  | 28 | 7  | FC Barcelona |
| Campionat d'Espanya    | C    | 3  | 2  | 1  | 0  | 7  | 4  | FC Barcelona |

## Resultats
| Amistosos |

| 17 agost 1919 | CF Badalona | 2 - 3 | FC Barcelona        | Barcelona            |  |
|               |             |       | Lakatos · Alcantara | Badalona · Torrens · |  |

| 24 agost 1919 | FC Internacional | 0 - 0 | FC Barcelona | Barcelona               |  |
|               |                  |       |              | Internacional · Peris · |  |

| 31 agost 1919 | FC Barcelona                            | 6 - 0 | Racing Club de Madrid | Barcelona              |  |
|               | Sesumaga · Martinez · Alcantara · Plaza |       |                       | Vilafranca · Torrens · |  |

| 7 setembre 1919 | Unió Esportiva Sant Andreu | 1 - 0 | FC Barcelona | Barcelona        |  |
|                 |                            |       |              | Avenc · Baonza · |  |

| 8 setembre 1919 | FC Barcelona         | 3 - 0 | CE Júpiter | Barcelona            |  |
|                 | Sesumaga · Alcantara |       |            | Industria · Baonza · |  |

| 14 setembre 1919 | CE Europa | 1 - 2 | FC Barcelona         | Barcelona        |  |
|                  |           |       | Martinez · Alcantara | Europa · Peris · |  |

| 21 setembre 1919 | FC Barcelona      | 2 - 0 | CE Europa | Barcelona              |  |
|                  | Martinez · Sancho |       |           | Industria · Palomera · |  |

| 22 setembre 1919 | Unió Esportiva Sant Andreu | 2 - 0 | FC Barcelona | Barcelona       |  |
|                  |                            |       |              | Avenc · Timor · |  |

| 24 setembre 1919 | FC Barcelona | 1 - 0 | FC Martinenc | Barcelona            |  |
|                  | Martinez     |       |              | Industria · Blanch · |  |

| 28 setembre 1919 | FC Barcelona                    | 3 - 0 | Unió Esportiva Sant Andreu | Barcelona           |  |
|                  | Sesumaga · Martinez · Alcantara |       |                            | Industria · Brias · |  |

| 19 octubre 1919 | FC Barcelona             | 2 - 2 | FC Espanya | Barcelona             |  |
|                 | Garchitorena · Alcantara |       |            | Industria · Torrens · |  |

| 2 novembre 1919 | FC Barcelona                   | 6 - 0 | CF Badalona | Barcelona            |  |
|                 | Martinez · Alcantara · Vinyals |       |             | Industria · Marine · |  |

| 7 desembre 1919 | FC Barcelona | 1 - 0 | FC Etoile de Chaux de Fonds | Barcelona            |  |
|                 | Alcantara    |       |                             | Industria · Torras · |  |

| 8 desembre 1919 | FC Barcelona      | 4 - 2 | FC Etoile de Chaux de Fonds | Barcelona           |  |
|                 | Alcantara · Julia |       |                             | Industria · Lemel · |  |

| 25 desembre 1919 | Sporting de Gijón | 1 - 0 | FC Barcelona | Gijón                  |  |
|                  |                   |       |              | El Molinón · Sanchez · |  |

| 26 desembre 1919 | Sporting de Gijón | 3 - 2 | FC Barcelona | Gijón                    |  |
|                  |                   |       | Alcantara    | El Molinón · Fernandez · |  |

| 28 desembre 1919 | Sporting de Gijón | 0 - 2 | FC Barcelona         | Gijón                    |  |
|                  |                   |       | Alcantara · Martinez | El Molinón · Fernandez · |  |

| 1 gener 1920 | FC Barcelona                 | 3 - 0 | Reial Oviedo | Barcelona           |  |
|              | Alcantara · Julia · Samitier |       |              | Industria · Lemel · |  |

| 4 gener 1920 | FC Barcelona                    | 5 - 1 | Reial Oviedo | Barcelona             |  |
|              | Alcantara · Martinez · Sesumaga |       |              | Industria · Sampere · |  |

| 6 gener 1920 | FC Barcelona | 1 - 2 | Reial Oviedo | Barcelona           |  |
|              | A.Berger     |       |              | Industria · Lemel · |  |

| 15 febrer 1920 | FC Barcelona        | 2 - 2 | FC Madrid | Barcelona           |  |
|                | Alcantara · Vinyals |       |           | Industria · Lemel · |  |

| 18 febrer 1920 | FC Barcelona                                   | 7 - 1 | FC Madrid | Barcelona           |  |
|                | Alcantara · Vinyals · Sancho · Plaza · Lakatos |       |           | Industria · Peris · |  |

| 22 febrer 1920 | La Colònia Güell | 0 - 7 | FC Barcelona                        | Barcelona                |  |
|                |                  |       | Sancho · Plaza · Lakatos · Martinez | Colònia Güell · Baonza · |  |

| 28 febrer 1920 | FC Martinenc | 0 - 0 | FC Barcelona | Barcelona           |  |
|                |              |       |              | Martinenc · Lemel · |  |

| 16 marc 1920 | FC Barcelona                  | 3 - 2 | SK Slavia Praha | Barcelona             |  |
|              | Alcantara · Martinez · Sancho |       |                 | Industria · Torrens · |  |

| 19 marc 1920 | FC Barcelona | 0 - 0 | SK Slavia Praha | Barcelona           |  |
|              |              |       |                 | Industria · Peris · |  |

| 21 marc 1920 | FC Barcelona                              | 6 - 0 | SK Slavia Praha | Barcelona            |  |
|              | Alcantara · Sesumaga · Martinez · Vinyals |       |                 | Industria · Marine · |  |

| 5 abril 1920 | FC Barcelona | 2 - 1 | UE Sants | Barcelona          |  |
|              | A.Berger     |       |          | Industria · Vela · |  |

| 20 abril 1920 | Atlètic de Madrid | 2 - 2³ | FC Barcelona     | Madrid               |  |
|               |                   |        | Martinez · Costa | Atlético · Montero · |  |

| 24 abril 1920 | FC Barcelona                 | 4 - 1 | CE Europa | Barcelona            |  |
|               | Martinez · Alcantara · Julia |       |           | Industria · Marine · |  |

| 13 maig 1920 | FC Barcelona         | 4 - 2 | Unió Esportiva Sant Andreu | Barcelona            |  |
|              | Martinez · Alcantara |       |                            | Industria · Marine · |  |

| 16 maig 1920 | CE Júpiter | 0 - 3 | FC Barcelona     | Barcelona            |  |
|              |            |       | Julia · A.Berger | Poble Nou · Baonza · |  |

| 23 maig 1920 | FC Barcelona     | 2 - 1 | Daring Club de Bruxelles | Barcelona            |  |
|              | Martinez · Julia |       |                          | Industria · Marine · |  |

| 24 maig 1920 | FC Barcelona | 1 - 1 | Daring Club de Bruxelles | Barcelona           |  |
|              | Vinyals      |       |                          | Industria · Lemel · |  |

| 30 maig 1920 | FC Barcelona | 1 - 0 | Red Star FC | Barcelona                |  |
|              | Samitier     |       |             | Industria · Chayrigues · |  |

| 3 juny 1920 | FC Barcelona             | 4 - 0 | Red Star FC | Barcelona           |  |
|             | Sancho · Julia · Vinyals |       |             | Industria · Peris · |  |

| 13 juny 1920 | Terrassa FC | 2 - 1 | FC Barcelona | Barcelona          |  |
|              |             |       | Julia        | Terrassa · Timor · |  |

| 20 juny 1920 | FC Barcelona | 0 - 0 | CE Sabadell FC | Barcelona          |  |
|              |              |       |                | Industria · Baro · |  |

| 4 juliol 1920 | FC Barcelona | 1 - 0 | FC Martinenc | Barcelona             |  |
|               | Sancho       |       |              | Industria · Sampere · |  |

| 10 juliol 1920 | FC Barcelona | 1 - 1⁴ | FC Espanya | Barcelona   |  |
|                |              |        |            | Industria · |  |

- 4. Quandrangular Amistos en benefici del Montepio de Xofers de Barcelona. Partit de 40 minuts. Per manca de llum en acabarla Internacional-Europa 1 - 0, es va donar per acabat el torneig, i proclamat guanyador la Internacional.

| Campionat de Catalunya |

| 26 octubre 1919 | FC Internacional | 1 - 6 | FC Barcelona                             | Barcelona                          |  |
| 15:10 Jornada 1 | Gol              |       | Alcántara · Torralba · Martínez · Sancho | Camp del carrer Galileu · Lemmel · |  |

| 9 novembre 1919 | CS Sabadell | 2 - 4 | FC Barcelona                  | Sabadell                          |  |
| Jornada 2       | Gol · Gol   |       | Alcántara · Martínez · Sancho | Camp de la Creu Alta · Palomera · |  |

| 16 novembre 1919 | FC Barcelona        | 2 - 0 | RCD Espanyol | Barcelona                           |  |
| Jornada 3        | Alcántara · Lakatos |       |              | Camp del carrer Indústria · Brias · |  |

| 23 novembre 1919 | FC Barcelona | 1 - 0 | FC España | Barcelona                             |  |
| Jornada 4        | Alcántara    |       |           | Camp del carrer Indústria · Sanpere · |  |

| 30 novembre 1919 | CE Europa | 0 - 1 | FC Barcelona | Barcelona |  |
| Jornada 5        |           |       | Sancho       | Torrens · |  |

| 14 desembre 1919 | FC Barcelona       | 2 - 1 | FC Internacional | Barcelona                           |  |
| Jornada 6        | Alcántara · Zamora |       | Gol              | Camp del carrer Indústria · Timor · |  |

| 11 gener 1920 | FC Barcelona | 4 - 0 | CS Sabadell | Barcelona                             |  |
| Jornada 7     | Alcántara    |       |             | Camp del carrer Indústria · Torrens · |  |

| 18 gener 1920 | RCD Espanyol | 0 - 1 | FC Barcelona | Barcelona |  |
| Jornada 8     |              |       | Vinyals      | Llobera · |  |

| 25 gener 1920 | FC España | 0 - 4 | FC Barcelona         | Barcelona |  |
| Jornada 9     |           |       | Alcántara · Sesúmaga | Sanpere · |  |

| 8 febrer 1920 | FC Barcelona       | 3 - 3 | CE Europa          | Barcelona         |  |
| Jornada 10    | Vinyals · Torralba |       | · Alcázar · Nogués | Quirante Pineda · |  |

| Campionat d'Espanya |

| 28 març 1920            | Real Unión Club | 0 - 1 | FC Barcelona | Irun                         |  |
| Quarts de final - anada |                 |       | Alcántara    | Estadi d'Amute · Larrañaga · |  |

| 4 abril 1920              | FC Barcelona                   | 4 - 4¹ | Real Unión Club                          | Barcelona                               |  |
| Quarts de final - tornada | Vinyals · Sesúmaga · Alcántara |        | Amantegui · R. Petit · Echeveste · Emery | Camp del carrer Indústria · Larrañaga · |  |

| 18 abril 1920     | FC Barcelona | ² | Sevilla FC | Madrid |  |
| Semifinal - anada |              |   |            |        |  |

| 2 maig 1920 | FC Barcelona                 | 2 - 0 | Athletic Club | Gijón                                                               |  |
| 17:30 Final | Martínez 70' · Alcántara 80' |       |               | Estadi El Molinón · 10.000 espectadors · Bertran de Lis (Central) · |  |

- 1. El Barcelona va accedir directament a la final després de no arribar a un acord amb el Sevilla per jugar els dos partits de semifinals a Madrid.
- 2. La semifinal estava programada per als dies 18 i 19. El Sevilla no es presenta al partit, al legant que estan celebrant la "Feria de Abril" i la Federacio declar a la Barcelona guanyador de l'eliminatòria i per tant, finalista.
- 3. Aprofitant que l'equip és a Madrid per jugar la semifinal de Copa, que no es va disputar en no presentarse el Sevilla. jugan aquest partit amistos.